# C'est pour toi
C'est pour toi è il nono album e il settimo album di inediti della cantante canadese Céline Dion, pubblicato in Canada il 27 agosto 1985.

## Descrizione
Dopo aver raggiunto un ottimo successo commerciale per i suoi due album precedenti, l'uscita di C'est pour toi venne accolta con un entusiasmo più modesto. Tuttavia, l'album contiene alcune delle sue ballad più toccanti, tra cui C'est pour toi e C'est pour vivre, oltre a Elle e Les oiseaux du bonheur, due canzoni a cui Céline è particolarmente affezionata. Questo è il suo ultimo album in studio prima di firmare un contratto con la CBS.
La title track, pubblicata come primo singolo, ha raggiunto il terzo posto nella classifica del Québec. C'est pour vivre è stata pubblicata come secondo singolo anche in Francia, oltre che in Canada.
Uno dei brani presenti in questo album, Virginie ... Roman d'amour fu precedentemente pubblicato sull'album Les oiseaux du bonheur, pubblicato in Francia un anno prima, con il titolo Paul et Virginie.
Una canzone intitolata Elle, è stata inserita sull'album live di Céline Dion del 1994, À L'Olympia. La versione dal vivo di Elle è inclusa anche nel greatest hits francese,   On ne change pas del 2005.

## Tracce

### C'est pour toi

#### Lato A
1. C'est pour toi – 4:01 (Eddy Marnay, François Orenn)
2. Tu es là – 2:43 (Marnay, Paul Baillargeon)
3. Dis-moi si je t'aime – 2:49 (Marnay, Baillargeon)
4. Elle – 2:45 (Marnay, Baillargeon)
5. Pour vous – 3:12 (Marnay, Peter Sipos)

#### Lato B
1. Les oiseaux du bonheur – 3:33 (Marnay, André Popp)
2. Avec toi – 3:23 (Marnay, Christian Loigerot, Thierry Geoffroy)
3. Amoureuse – 3:14 (Marnay, Baillargeon)
4. Virginie... Roman d'amour – 3:46 (Marnay, Loigerot Geoffroy)
5. C'est pour vivre (feat. the V'là l'bon vent choir) – 4:02 (Marnay, Loigerot, Geoffroy)